# Komitat Bereg
Das Komitat Bereg (deutsch auch Komitat Berg/Berger Gespanschaft; ungarisch Bereg vármegye, lateinisch comitatus Beregiensis) war eine Verwaltungseinheit im Nordosten des Königreichs Ungarn. Verwaltungssitz war Beregszász.
Heute liegt der kleinere Teil in Ungarn (im heutigen Komitat Szabolcs-Szatmár-Bereg), der größere Teil in der Ukraine (Oblast Transkarpatien).

## Geographie

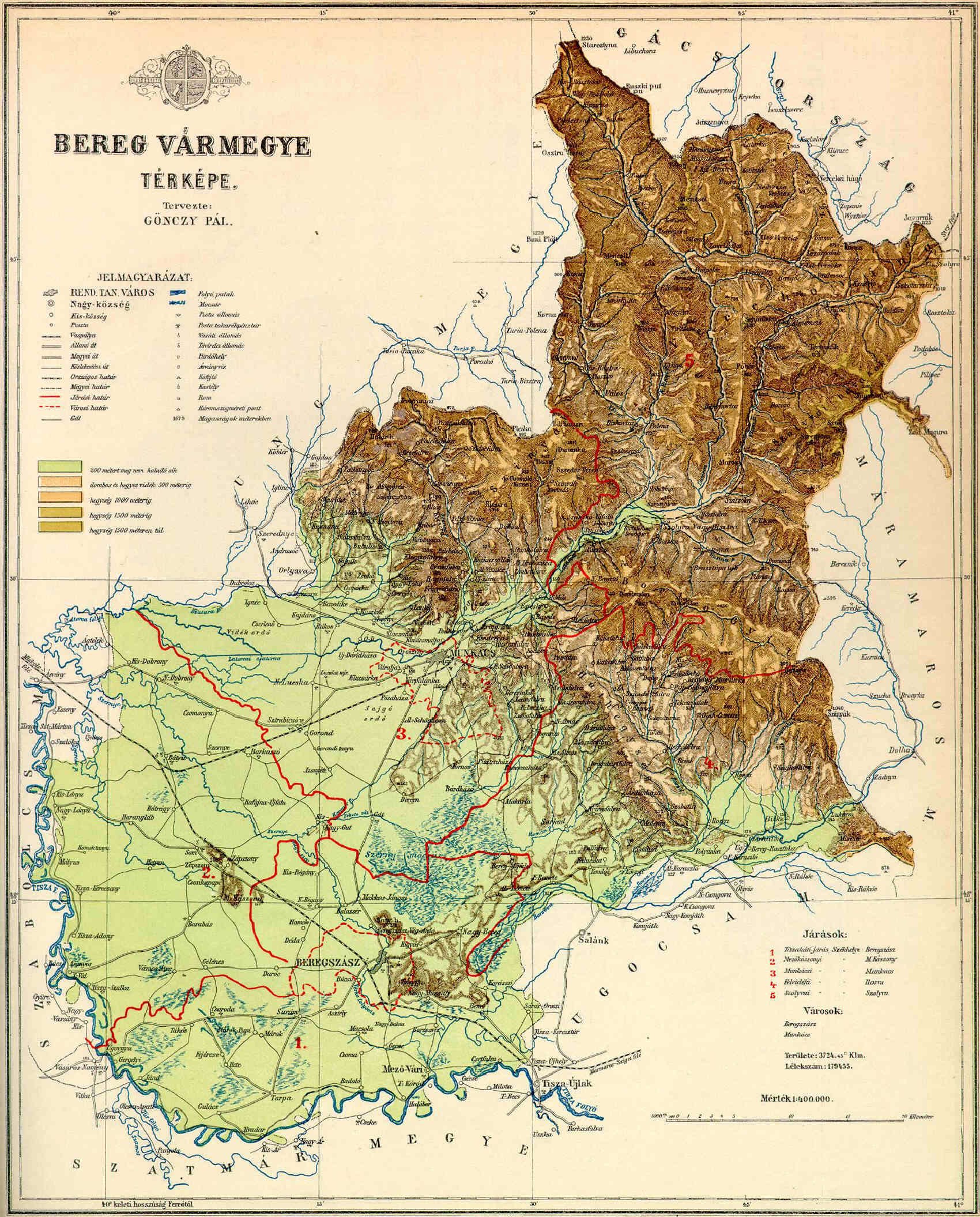
Karte des Komitats Bereg um 1890

Das Komitat grenzte im Norden an das österreichische Kronland Galizien (bzw. vor 1772 an Polen), im Osten an das Komitat Máramaros, im Südosten an das kleine Komitat Ugocsa, im Süden an das Komitat Szatmár, im Südwesten an das Komitat Szabolcs und im Nordwesten an das Komitat Ung.
Es lag zwischen dem Gebirgszug der Karpaten im Norden und dem Fluss Theiß im Süden, 1910 hatte es 208.589 Einwohner auf einer Fläche von 3.783 km².
Bis zum Jahre 1621 wurde die Gespanschaft Bereg als Komitat Borsova bezeichnet. Vom flachen Teil des Komitats aus, der im Süden lag, wurde das Relief in Richtung Nord-Nordosten immer gebirgiger. Der höchste Berg war der Stoj (ungarisch Sztoj, 1681 m), ein wichtiger Pass war der Verecke-Pass. Durch das Gebiet des Komitats flossen die Flüsse Theiß, Serne, Latorica, Irschawa usw.
Die Volkszählung 1910 erbrachte eine Bevölkerungszahl von 208.589 Personen. Darunter waren 93.198 (44,7 %) Ungarn, 18.639 (8,9 %) Deutsche und 95.308 (45,7 %) Russinen (im damaligen Sprachgebrauch „Ruthenen“). Die Ungarn lebten vor allem in dem Flachland in der Nähe der Theiß, die Russinen vorwiegend im Gebirge, weniger im Flachland, und die Deutschen hauptsächlich in den Städten oder in kleineren Gruppen überall im Komitat verteilt. 103.206 Personen bekannten sich als Unierte, 56.289 als Calvinisten, 19.128 als Katholiken (römisch) und 29.052 als Israeliten.

## Bezirksunterteilung

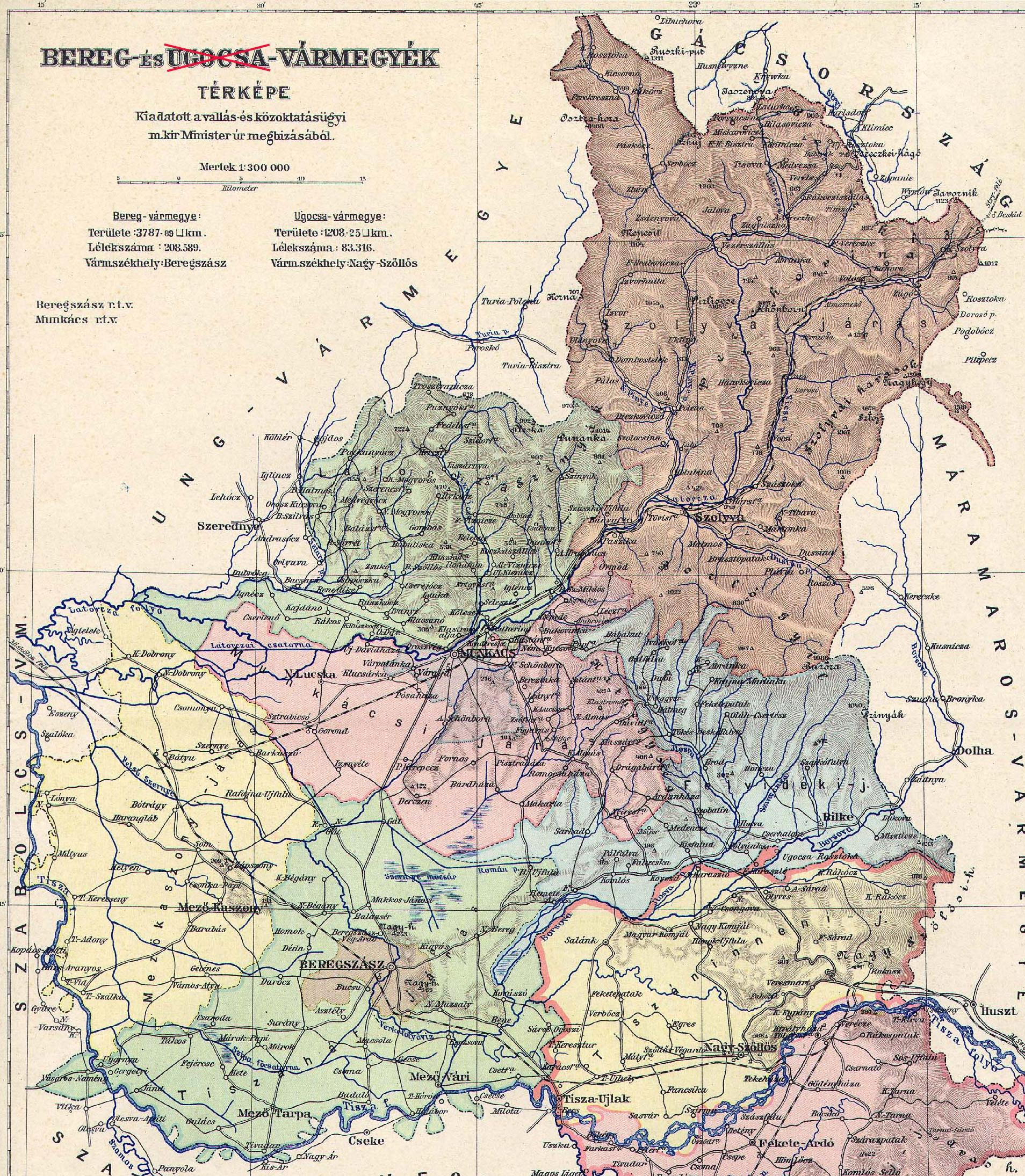
Administrative Karte

Im frühen 20. Jahrhundert bestand folgende Verwaltungseinteilung:
| Stuhlbezirke (járások)                   | Stuhlbezirke (járások)                                         |
| Stuhlbezirk                              | Verwaltungssitz                                                |
| ---------------------------------------- | -------------------------------------------------------------- |
| Alsóverecke                              | Alsóverecke, heute Нижні Ворота/Nyschni Worota                 |
| Felvidék („Oberland“)                    | Ilosva, heute Іршава/Irschawa                                  |
| Latorca, heute Латориця/Latoryzja        | Oroszvég, heute Росвигово/Roswyhowo, Stadtteil von Mukatschewo |
| Mezőkaszony                              | Mezőkaszony, heute Косонь/Kosson                               |
| Munkács                                  | Munkács, heute Мукачево/Mukatschewo                            |
| Szolyva                                  | Szolyva, heute Свалява/Swaljawa                                |
| Tiszahát („Theißrücken“)                 | Beregszász, heute Берегове/Berehowe                            |
| Stadtbezirke (rendezett tanácsú városok) |                                                                |
| Beregszász, heute Берегове/Berehowe      |                                                                |
| Munkács, heute Мукачево/Mukatschewo      |                                                                |

Sämtliche Orte liegen in der heutigen Ukraine.